# Frans Jozef Peter van den Branden
Frans Jozef Peter (F. Jos.) van den Branden (Antwerpen, 14 juni 1837 – aldaar, 22 maart 1922) was een Belgisch schrijver. Van den Branden was samen met J.G. Frederiks de schrijver van het Biographisch woordenboek der Noord- en Zuidnederlandsche letterkunde.

## Leven
Van den Branden werd geboren te Antwerpen en woonde van 1851 tot 1855 in Brussel om er werktuigkunde te leren. Dat vak oefende hij in zijn geboortestad tot 1863 uit, waarna hij beambte werd bij het stedelijk bestuur. Vanaf 1865 was hij leraar Nederlandse voordracht bij de Muziekschool.
Op 1 januari 1869 werd Van den Branden adjunct-archivaris van het stadsarchief Antwerpen. Na de in pensioenstelling van Pieter Génard in 1894 werd hij tot stadsarchivaris benoemd, een functie die hij zou bekleden tot hij op zijn vijfenzeventigste met pensioen ging.
Van den Branden overleed op 22 maart 1922 in Antwerpen.

## Werk
- De Bloedwet, een volksverhaal (Antwerpen, 1862)
- Kunst en Kladschilder, blijspel met zang in éen bedrijf (Antwerpen, 1863)
- Soort bij soort, tooneelspel in éen bedrijf (Antwerpen, 1863)
- Spiritisme, tooneelspel in éen bedrijf (Antwerpen, 1865)
- Het Erfdeel van Matant, tooneelspel in éen bedrijf (Antwerpen, 1866)
- De jonge Kunstenaar, dram. gedicht ((bekroond), Amsterdam, 1866)
- Een nieuwbakken Rijke, comedie in drie bedr. (Antwerpen, 1867)
- Tusschen twee Vuren, tooneelspel in éen bedrijf (bekroond, Antwerpen, 1867)
- Geschiedenis der Academie van Antwerpen (bekroond in de prijskamp door de Regering van de stad Antwerpen uitgeschreven, ter gelegenheid van het tweehonderdjarig bestaan der Academie van Beeldende Kunsten, Antwerpen, 1867)
- Huiselijk Wel en Wee (Antwerpen, 1867)
- Huwelijksspeculatie (Antwerpen en Amsterdam, 1868)
- Bedrogen! (Antwerpen, 1868)
- Baas Gansendonck (tooneelspel in drie bedr., naar Hendrik Conscience's zedenschets, Antwerpen, 1868)
- Frans Wouters, Kunstschilder (1612-1659, Antwerpen, 1872)
- De Val van Antwerpen, geschiedk. drama in zeven tafer. (bekroond, Gent, 1873)
- Eenige Bladen uit de geschiedenis van het Onderwijs te Antwerpen (Antwerpen, 1874)
- Mijnen vrienden Jan van Beers en Hendrika Mertens op hunne zilveren bruiloft (gedicht, Antwerpen, 1875)
- Willem van Nieuwelandt, Kunstschilder en Dichter (1584-1635, Gent, 1875)
- Beknopt verslag over het gebruik der hoofdletters in de familienamen, gedurende de zes laatste eeuwen (Antwerpen, 1875)
- Eugeen Zetternam, Volksschrijver (1826-1855, Antwerpen, 1876)
- Adriaan de Brouwer en Joos van Craesbeeck (Haarlem, 1881 en Antwerpen, 1882)
- Geschiedenis der Antwerpsche Schilderschool (bekroond met de eersten prijs in de wedstrijd geopend door de regering van de stad Antwerpen, Antwerpen, 1883)
- toespraak bij de onthulling van het marmen borstbeeld van Peter Benoit , Herstichter der Vlaamsche Muziekschool (Antwerpen, 1886)